# Aardbeving Agadir 1960
Op 29 februari 1960, om 23:40 uur lokale tijd vond een aardbeving in Agadir, Marokko plaats met een kracht van 5,7 op de schaal van Richter. De aardbeving duurde 15 seconden. In totaal vielen er ongeveer 15.000 doden, een derde van de bevolking van Agadir. In sommige stadsdelen, onder andere de Kasba, Founti, Talbordj en Yachech overleed zelfs 90-95% van de bevolking.
Hoewel het op zich geen heel zware aardbeving was, vielen er toch veel slachtoffers omdat het hypocentrum direct onder de stad gelegen was.

## Noodhulp
De noodhulp kwam redelijk snel op gang, onder andere van nabij gelegerde Franse mariniers en marinepersoneel en ook Marokkaanse militairen. Koning Mohammed V bezocht het rampgebied een dag later en plaatste direct zijn oudste zoon kroonprins Mawlai al-Hassan (de latere koning Hassan II) aan het hoofd van de hulpverlening. Naast Franse en Marokkaanse troepen boden ook Spaanse militairen hulp en ook uit Duitsland overgevlogen Amerikaanse militairen.
Ook het "Smaldeel 1" van de Nederlandse Koninklijke Marine, dat op dat moment nabij de Straat van Gibraltar voer, werd op 3 maart naar Agadir gedirigeerd om hulp te verlenen waar ze op 4 maart aankwamen. Later werden zij afgelost door Amerikaanse militairen. De Nederlandse militairen die in 1960 noodhulp verleenden kregen ter herinnering in 2000 het Draaginsigne "Agadir 1960" uitgereikt.
De verwoeste stadsdelen werden met bulldozers gelijkgemaakt. Wegens de hygiënische omstandigheden werden duizenden slachtoffers niet geborgen maar vonden hun graf op de plaats van de ramp.